# 帕卡斯馬約區
7°24′1″S 79°34′12″W / 7.40028°S 79.57000°W
帕卡斯馬約區（西班牙語：Distrito de Pacasmayo），是秘魯的一個區，位於該國西北部拉利伯塔德大區的帕卡斯馬約省，始建於1864年11月23日，面積30.84平方公里，海拔高度8米，2005年人口26,125，人口密度每平方公里850人。